# Преимплантационная генетическая диагностика
Преимплантационная генетическая диагностика (ПГД) — диагностика генетических заболеваний у эмбриона человека перед имплантацией в слизистую оболочку матки, то есть до начала беременности. Обычно для анализа проводится биопсия одного бластомера у эмбриона, находящегося на стадии дробления (4-10 бластомеров). При материнском носительстве генетической патологии возможна биопсия 1-го и 2-го полярных телец яйцеклетки до оплодотворения. В последние годы наблюдается тенденция к переходу на биопсию трофэктодермы (внешнего слоя клеток) на стадии бластоцисты (пятый день развития эмбриона). Преимплантационная генетическая диагностика рассматривается в качестве способа альтернативного пренатальной диагностике. Его главное преимущество заключается в том, что при его использовании отсутствует селективное прерывание беременности, а вероятность рождения ребёнка без диагностируемого генетического заболевания достаточно высока. Таким образом, ПГД является дополнительной процедурой к вспомогательным репродуктивным технологиям и требует экстракорпорального оплодотворения (ЭКО).

## История
Идея проведения преимплантационной генетической диагностики появилась ещё до рождения первого ЭКО-ребёнка. В 1967 году была опубликована статья Р. Эдвардса и Р. Гарднера (R. L. Gardner) о проведении биопсии эмбрионов кролика для определения пола до имплантации, в которой авторы предсказывали появление аналогичных технологий у человека. Однако преимплантационная генетическая диагностика у человека стала возможной лишь в начале 90-х годов, когда был достигнут достаточный технологический уровень экстракорпорального оплодотворения, а также разработана полимеразная цепная реакция, позволяющая проведение анализа ДНК в единичных клетках.
В 1989 году проведена первая успешная попытка определения пола при помощи ПЦР-анализа бластомера, взятого у эмбриона на стадии дробления (6-8 бластомеров). Первые успешные роды после подобной процедуры у супружеских пар с риском по рецессивному Х-сцепленному заболеванию состоялись в 1990 году.
В 1990 году произведена диагностика моногенного заболевания до оплодотворения, методика включала ПЦР-анализ полярных телец яйцеклетки.
Первое рождение ребёнка после преимплантационной ПЦР-диагностики моногенного заболевания (муковисцидоза) состоялось в 1992 году.
В дальнейшем для определения пола эмбриона, а также хромосомных аномалий стали использовать метод флуоресцентной гибридизации in situ (FISH). Начиная с 2012 года, метод FISH для определения хромосомных аномалий постепенно вытесняется методом сравнительной геномной гибридизации. Метод ПЦР остался незаменимым для диагностики моногенных заболеваний.

## Показания для проведения преимплантационной диагностики
Преимплантационная генетическая диагностика (ПГД) показана супружеским парам, у которых имеется носительство хромосомной перестройки или моногенного заболевания. Примерами моногенных заболеваний могут служить муковисцидоз, болезнь Тея — Сакса, серповидноклеточная анемия, гемофилия А, миодистрофия Дюшенна и многие другие.
Кроме этого, ПГД проводится у супружеских пар с повышенным риском врождённых аномалий у детей, который не связан с носительством диагностированных мутаций. К таким случаям относятся пары, где возраст матери превышает 35 лет; где возраст отца выше 39 лет; если у отца наблюдаются тяжёлые нарушения сперматогенеза; у супружеских пар с привычным невынашиванием; у супружеских пар с повторяющимися неудачными попытками ЭКО.
В случае неопределённого повышенного риска рождения ребёнка с врождёнными аномалиями ПГД проводится для девяти хромосом, с которыми связаны наиболее часто встречающиеся врождённые заболевания. Это хромосома 13 (синдром Патау), хромосома 15 (синдром Прадера-Вилли), хромосома 16, хромосома 17, хромосома 18 (синдром Эдвардса), хромосома 21 (синдром Дауна), хромосома 22 (синдром «кошачьих зрачков»), а также половые хромосомы X и Y (различные численные аномалии, включая синдром Шерешевского — Тернера и синдром Кляйнфельтера).

### ПГД на совместимость
ПГД проводят в некоторых случаях, не связанных с возможной генетической патологией плода, целью такой диагностики является рождение ребёнка с определёнными генетическими характеристиками. К таким случаям относится, например, ПГД, проводимая для предотвращения резус-конфликта.
Существуют случаи, когда проводится ПГД одной или нескольких клеток, взятых при биопсии из преимплантационных эмбрионов с целью тестирования на совместимость по человеческим лейкоцитарным антигенам (HLA). Целью процедуры является дать начало такой беременности, при которой плод является HLA-совместимым с пораженным братом или сестрой, нуждающимся в трансплантации гемопоэтических стволовых клеток. Одним из таких примеров является случай, когда при помощи ПГД был рождён HLA-совместимый донор для клеточной терапии анемии Фанкони у пробанда. В данном случае была исключена анемия Фанкони и был подобран нужный тип гистосовместимости. В России описан клинический случай девочки 6,9 лет с недостаточностью костного мозга, для лечения которой был рожден HLA-идентичный здоровый донор. Лечение было успешным для реципиента и безболезненным для донора.

## Проведение
Проведение преимплантационной диагностики возможно только в рамках лечебного цикла ЭКО.
В отличие от обычного ЭКО, при котором к яйцеклетке добавляется большое количество сперматозоидов, перед преимплантционной диагностикой оплодотворение проводят с помощью интраплазматической инъекцией сперматозоидов (ИКСИ), то есть сперматозоид вводят в яйцеклетку «вручную» с помощью микрохирургических инструментов. Процедура ИКСИ необходима в связи с тем, что при заборе полярных телец или бластомеров, есть риск попадания в анализ вместе с клеткой эмбриона генетического материала сперматозоида, не участвовавшего в оплодотворении.
Подготовка к лечебному циклу и сам лечебный цикл ЭКО с ПГД практически не отличается от обычного лечебного цикла ЭКО:
1. женщина получает гормональные препараты для стимуляции суперовуляции;
2. производится трансвагинальная пункция фолликулов;
3. оплодотворение яйцеклеток сперматозоидами проводится в условиях эмбриологической лаборатории;
4. перенос эмбрионов в матку проводится на 5-6 сутки.

## Диагностика генетических нарушений

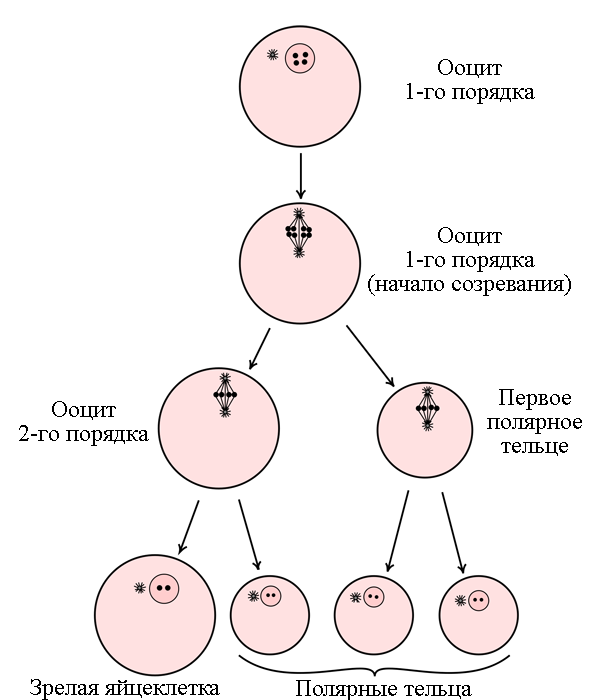
Созревание яйцеклетки

Если генетическое нарушение наследуется от женщины, то можно отобрать «здоровые» эмбрионы, пройдя процедуру тестирования только полярных телец, не трогая сам эмбрион. Также можно протестировать только бластомеры. Либо может проводиться последовательное изучение полярных телец, затем бластомеров.
Какая именно схема ПГД будет применяться для каждого конкретного случая, определяется на консультации с врачом-генетиком либо специально подготовленным ПГД-консультантом при планировании ПГД.
При первом делении мейоза ооцит 1-го порядка делится, в результате чего образуются ооцит 2-го порядка и небольшое первое редукционное тельце (обе клетки с гаплоидным набором хромосом). При втором делении мейоза в результате деления ооцита 2-го порядка образуются одна яйцеклетка и второе редукционное тельце. Первое редукционное тельце иногда тоже делится на две одинаковые мелкие клетки. В результате этих преобразований ооцита 1-го порядка образуются одна яйцеклетка и три редукционных тельца, где и яйцеклетка, и редукционные тельца имеют гаплоидный набор хромосом. Таким образом, можно исследовать полярные тельца, чтобы установить унаследовала ли яйцеклетка генетический дефект.
После оплодотворения яйцеклеток сперматозоидами в условиях эмбриологической лаборатории эмбрион развивается — клетки делятся. На третий день эмбрион состоит из 6-8 бластомеров. И на третий день происходит забор биологического материала для генетического исследования — так называемая «биопсия эмбрионов», то есть извлечение из эмбриона одного бластомера (а иногда также и полярных телец) с помощью специальных микроинструментов. Процедура не нарушает дальнейшего развития эмбриона. В то время пока выполняется генетическая диагностика, эмбрионы продолжают развиваться в соответствующей культуральной среде до переноса в полость матки на 5-е сутки развития. К этому времени эмбрион должен достичь стадии бластоцисты.
Перед переносом эмбриолог оценивает строение и форму эмбрионов. Результат генетической диагностики сопоставляется с морфологией эмбрионов и делается заключение о том, какие эмбрионы рекомендуются для переноса в матку. Для переноса отбирают самые лучшие по морфологическим характеристикам эмбрионы без генетических нарушений.
Анализ проводится в очень сжатые сроки. Для анализа бластомеров доступно всего 2 суток, так как эмбрион не может продолжать своё развитие вне организма матери далее стадии бластоцисты (5-е сутки после оплодотворения), поэтому исследование обязательно должно быть выполнено за это короткое время.
Альтернативным подходом является проведение ПГД в криоцикле. В таком случае биопсия производится на 5 день развития, и сразу после неё эмбрионы подвергаются криоконсервации. В последующий месяц проводится генетическая диагностика и рекомендованные эмбрионы без мутаций переносятся в матку при следующем цикле. Практика разобщённого цикла имеет ряд преимуществ: меньший риск гиперстимуляции, большее количество материала и времени для анализа, менее травматичная для эмбриона процедура биопсии. Недостатком криоцикла является большее время от начала стимуляции до переноса эмбриона.

## Используемые генетические методы
1. Для числовых и структурных хромосомных нарушений применяется метод FISH (флуоресцентная гибридизация in situ). Обычно проводится для анализа числовых нарушений трёх, пяти или семи хромосом, чаще всего хромосом 13, 18, 21, X и Y.
2. Современной альтернативой методу FISH является метод сравнительной геномной гибридизации на микрочипах (СГС). СГС позволяет протестировать все хромосомы одновременно.
3. При проведении ПГД моногенных заболеваний применяется метод ПЦР.

Метод флуоресцентной гибридизации in situ (FISH) — метод цитогенетического анализа, используемый для выявления и локализации специфических последовательностей ДНК на метафазных хромосомах и в интерфазных ядрах. В этом методе используются ДНК-зонды, которые представляют собой нуклеотидную последовательность ограниченного размера, комплементарную определённому участку ядерной ДНК. Зонд несёт «метку», то есть содержит нуклеотиды, связанные с флуорофором (молекулу, способную к флуоресценции). После процедуры гибридизации в случае образования гибридной молекулы ДНК-зонда и ДНК мишени на исследуемом цитогенетическом препарате можно наблюдать свечение специфических последовательностей ДНК на хромосомах или в ядрах при помощи флуоресцентного микроскопа.
Полимеразная цепная реакция — это метод, основанный на многократном избирательном копировании определённого участка ДНК при помощи ферментов в искусственных условиях (in vitro). При этом происходит копирование только того участка, который удовлетворяет заданным условиям, и только в том случае, если он присутствует в исследуемом образце.

## Преимущества преимплантационной диагностики
- Выбор и перенос в матку только тех эмбрионов, которые не имеют хромосомных патологий
- Снижение риска рождения ребёнка с определёнными генетическими дефектами
- Снижение риска невынашивания (примерно в 2 раза)
- Снижение риска многоплодия (примерно в 2 раза)
- Увеличение шанса на успешную имплантацию (примерно на 10 %)
- Увеличение шансов на благополучное рождение ребёнка (примерно на 15-20 %).

## Риск при проведении преимплантационной диагностики
- Риск случайного повреждения эмбриона (<1 %)
- Ошибочная диагностика (до 10 %)
- 3,5 % вероятности того, что эмбрион с патологией будет диагностирован как нормальный

Возможность диагностики ещё до наступления беременности является главным преимуществом ПГД. Такая диагностика минимизирует риск того, что придется прервать развитие плода по генетическим причинам. Кроме того, в цикле ЭКО-ПГД получают обычно несколько эмбрионов, что позволяет выбрать эмбрион без генетического нарушения. Недостатками ПГД являются необходимость прохождения лечебного цикла ЭКО, достаточно высокая стоимость. Тем не менее, преимущества ПГД и опыт применения в разных клиниках во всем мире доказывают эффективность этой технологии. На сегодняшний день ПГД предоставляет пациентам с наследственной патологией альтернативный способ снизить риск беременности больным плодом и рождения ребёнка с генетическим заболеванием. Необходимо учитывать, что ПГД не может являться полной заменой пренатальной диагностики. В связи с тяжестью наследственной патологии, которая проверяется при ПГД и пренатальной диагностике, необходимо применить все методы исследования и подтверждающей диагностики, чтобы исключить генетический дефект.